# 訃報 1996年3月
訃報 1996年3月（ふほう 1996ねん3がつ）では、1996年（平成8年）3月中に物故した、又は物故が報じられた人物についてまとめる。

## （1日 - 15日）

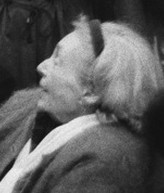
マルグリット・デュラス / 3月3日没

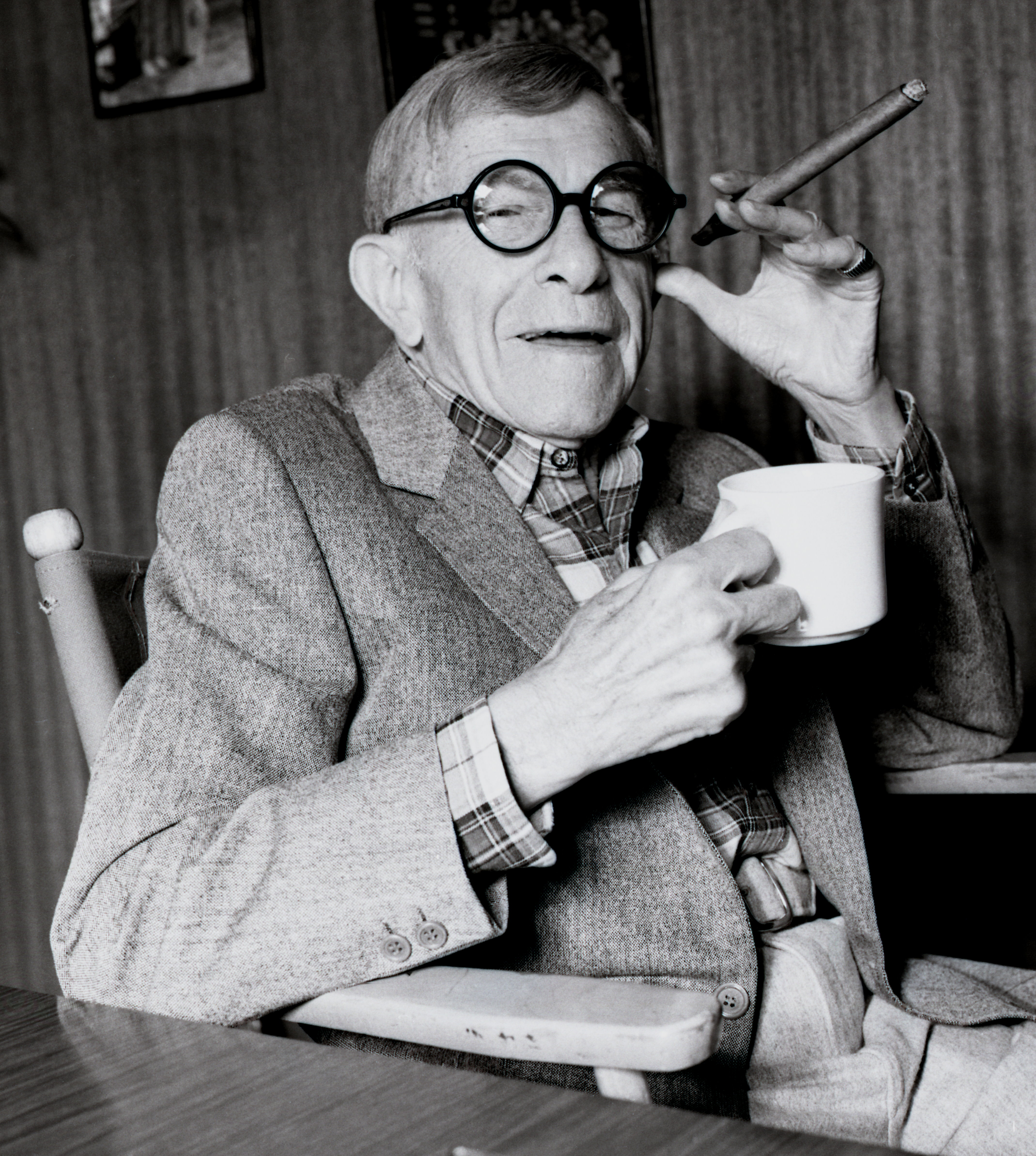
ジョージ・バーンズ / 3月9日没

- 3月2日 - 飯干晃一、作家（* 1927年）
- 3月3日 - マルグリット・デュラス、作家・映画監督（* 1914年）
- 3月7日 - 佐藤守良、政治家・元農林水産大臣（* 1922年）
- 3月9日 - ジョージ・バーンズ、俳優・コメディアン（* 1896年）
- 3月11日 - 畑田国男、漫画家（* 1944年）
- 3月13日 - 高丘季昭、実業家（* 1929年）
- 3月15日 - 麻生和子、第45・48～51代内閣総理大臣・吉田茂の娘（* 1915年）

## （16日 - 31日）

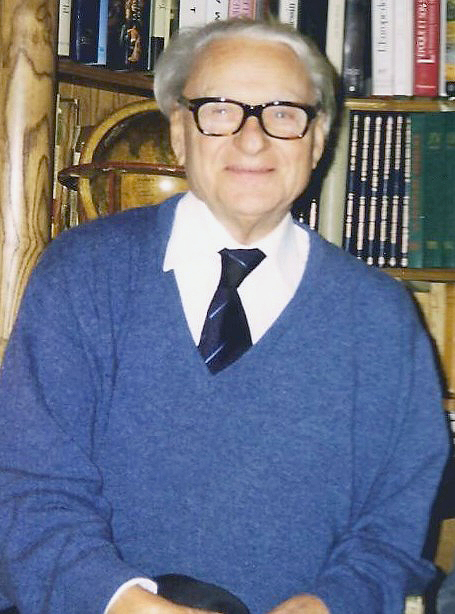
ルネ・クレマン / 3月17日没

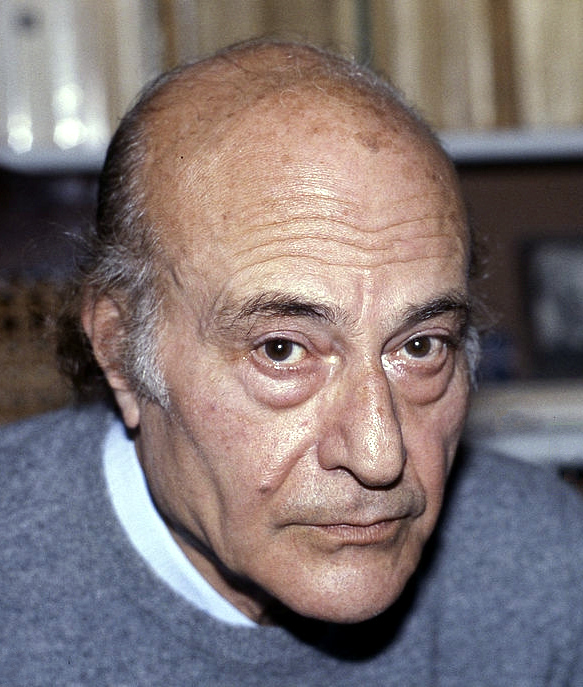
オデッセアス・エリティス / 3月18日没

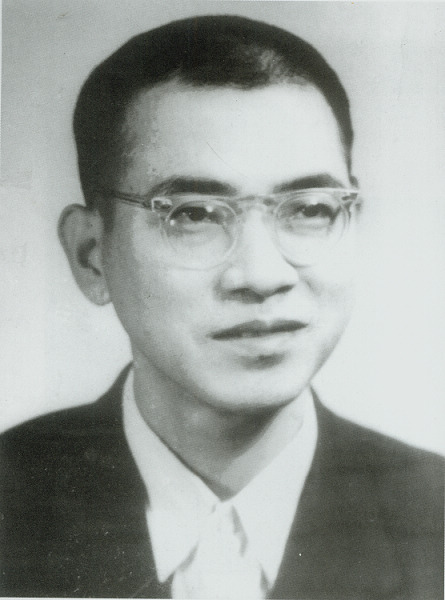
陳景潤 / 3月19日没

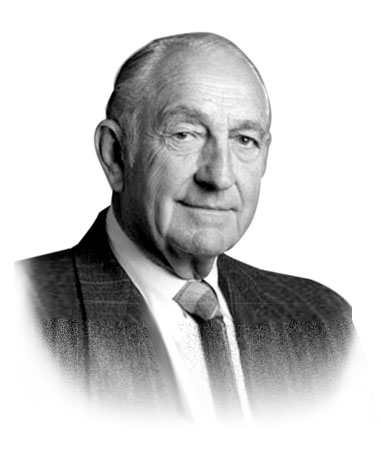
デビッド・パッカード / 3月26日没

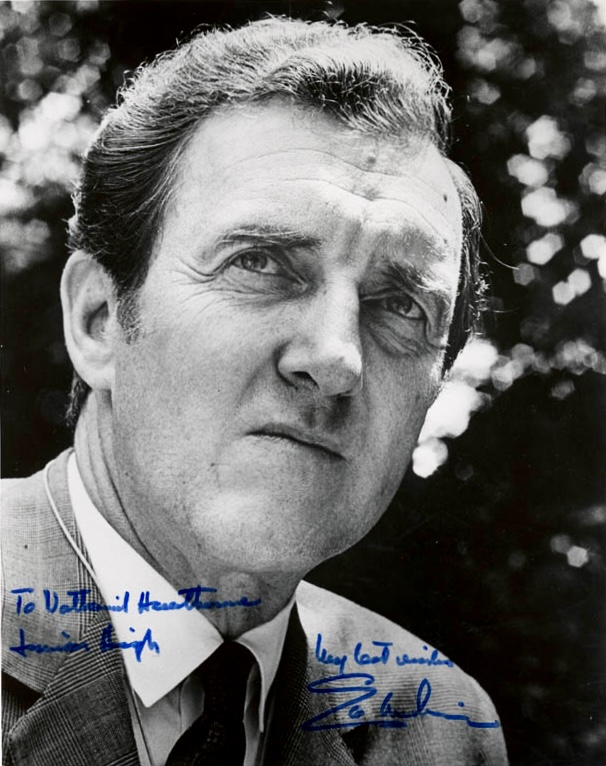
エドマンド・マスキー / 3月26日没

金丸信 / 3月28日没

- 3月17日 - ルネ・クレマン、映画監督（* 1913年）
- 3月18日 - オデッセアス・エリティス、詩人（* 1911年）
- 3月18日 - 松浦昭、政治家・官僚（* 1929年）
- 3月19日 - 陳景潤、数学者（* 1933年）
- 3月26日 - デビッド・パッカード、実業家・工学者（* 1912年）
- 3月26日 - エドマンド・マスキー、政治家（* 1914年）
- 3月28日 - 金丸信、政治家・元自由民主党副総裁（* 1914年）
- 3月30日 - 齊藤了英、実業家（* 1916年）
- 3月30日 - 藤岡豊、東京ムービー創業者、アニメプロデューサー（* 1927年）